# NGC 5524
NGC 5524 est constitué de deux étoiles situées dans la constellation du Bouvier. L'astronome irlandais R. J. Mitchell a enregistré la position de ces étoiles le 31 mai 1855.
Les bases de données Simbad et HyperLeda assignent la galaxie PGC 50868 à NGC 5524, mais cette dernière est NGC 5527. Pour ces deux sources, NGC 5524 et NGC 5527 sont une même galaxie, soit PGC 50868, ce qui est erroné. 